# Printf

Exemplo de uma printf

printf (print formatted) é um comando em sistemas operacionais unix-like, que imprime uma mensagem na tela. Ela é parecida com a linguagem de programação C, porém não idênticas. As strings com aspas simples e duplas são lidados de diferentes formas nos scripts de shell em comparação aos programas em C.
O primeiro parâmetro é uma string de formatação que descreve como os itens impressos que serão representados. Um exemplo é o uso do código %d que mostra um número inteiro e o %f que mostra um número de ponto flutuante. Por vezes, printf é utilizado para fazer o redirecionamento de uma variável ou alguma entrada imutável feito por um comando.
A string de formatação \n é uma demonstração de barra invertida para representar os caracteres imprimíveis. O código \n indica uma nova linha que deve ser iniciada. Há outros códigos de formatação especiais também com a barra invertida a fim de mostrar os caracteres não imprimíveis. O printf identificam os números que começam com um zero como notação octal, além de números que começam com 0x como uma notação hexadecimal. O seu resultado é a conversão de números entre essas notações diferentes.
A maioria das distribuições Linux possuem um comando printf separado para poder atender ao padrão POSIX.